# Kirkjubøreyn
Kirkjubøreyn är ett berg i Färöarna (Kungariket Danmark).   Det ligger i sýslan Streymoyar sýsla, i den centrala delen av landet, 3 km sydväst om huvudstaden Tórshavn. Toppen på Kirkjubøreyn är 340 meter över havet. Kirkjubøreyn ligger på ön Streymoy.
Terrängen runt Kirkjubøreyn är huvudsakligen kuperad, men åt nordost är den platt. Havet är nära Kirkjubøreyn söderut.  Närmaste större samhälle är Tórshavn, 3,4 km nordost om Kirkjubøreyn. Trakten runt Kirkjubøreyn består i huvudsak av gräsmarker.